# Stünz

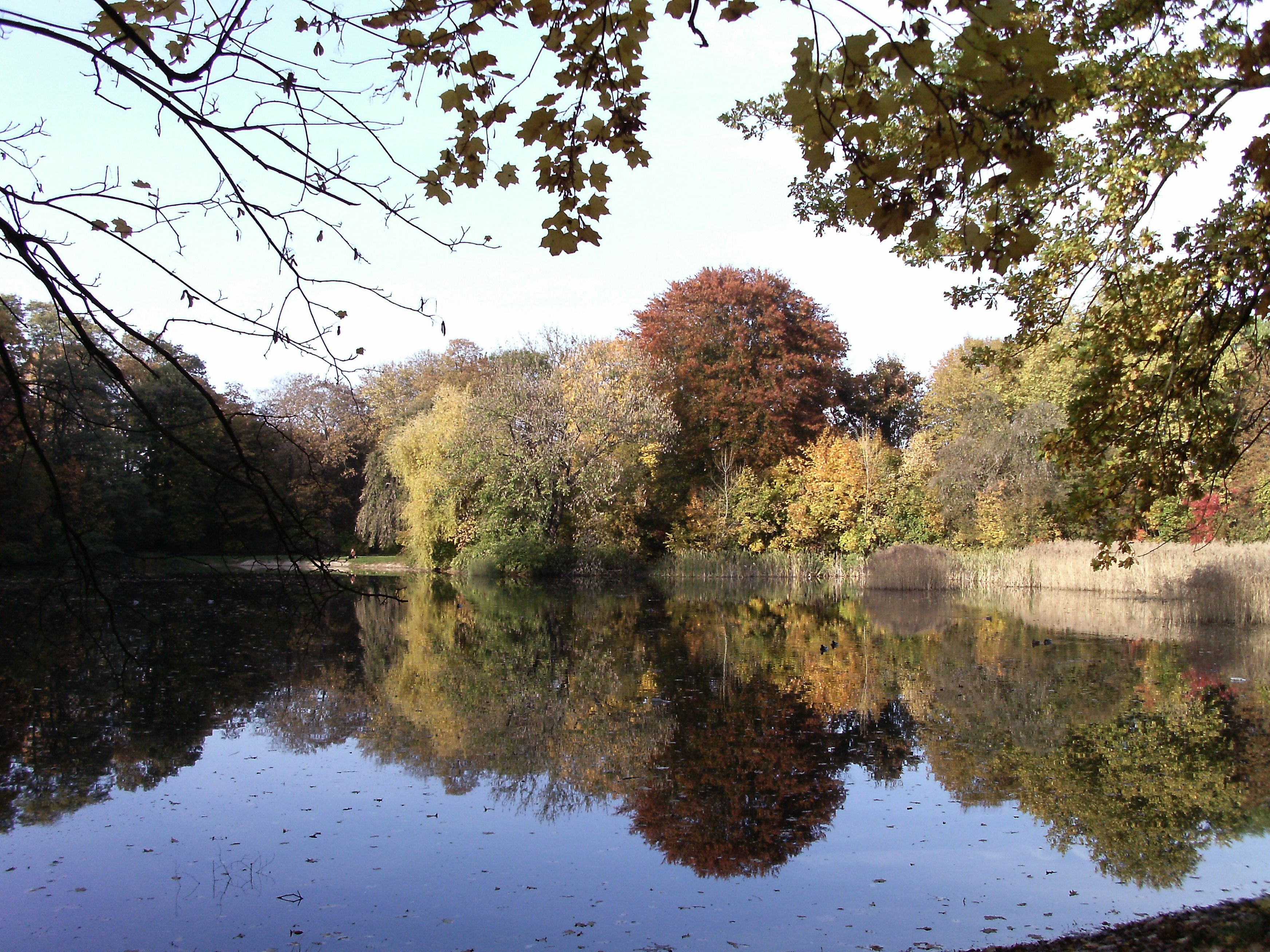
Herbst im Stünzer Park

Stünz ist ein Stadtteil im Stadtbezirk Ost von Leipzig. Er bildet zusammen mit Sellerhausen den Ortsteil Sellerhausen-Stünz.

## Geschichte

Stünz auf einer Karte von 1891

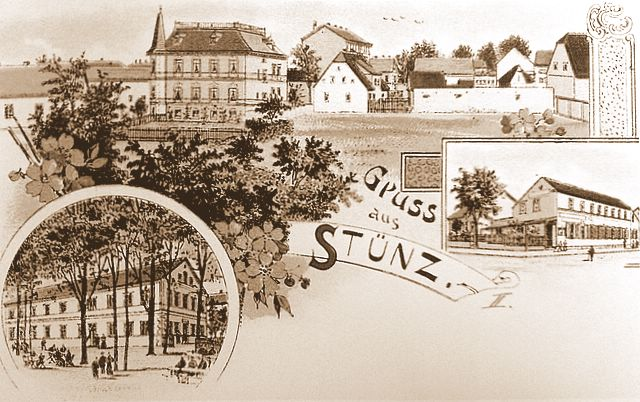
Postkarte von Stünz (um 1900)

Das auf einer leichten Anhöhe nördlich der fruchtbaren Auen der Rietzschke gelegene Dorf entstand im 9. Jahrhundert als sorbisches Runddorf. Während des 12. Jahrhunderts kamen deutsche Siedler hinzu. Die erste urkundliche Erwähnung des Ortes unter der Bezeichnung Schtynsch datiert von 1335. In der Folgezeit änderte sich der Ortsnamen von Stintsch (1350) zu Stinczs (1378), Stuanczs (1381), Stintz (1496) und Schischtz (1551). 1551 lebten in dem zum Rittergut Dölitz gehörenden Dorf rund 80 Personen. Die Deutung des Namens ist unsicher, geht aber vielleicht auf altsorbisches *Sduńc zurück, was eine Töpfersiedlung bezeichnen würde (vgl. poln. zdun 'Ofensetzer').
Während der Völkerschlacht im Oktober 1813 wurden sowohl die Bevölkerung als auch die Bausubstanz von Stünz in Mitleidenschaft gezogen. Dort, wo später der Stünzer Teich angelegt wurde, rastete in der Nacht vom 18. zum 19. Oktober 1813 die Preußische Landwehr unter Major Carl Friccius vor dem Sturm auf Leipzig. Daran erinnert heute der Apelstein Nr. 43. Bereits ein Jahr später waren die Schäden weitestgehend behoben. Der Ort zählte nun 180 Einwohner in 18 Häusern. Stünz lag bis 1856 im kursächsischen bzw. königlich-sächsischen Kreisamt Leipzig. Ab 1856 gehörte der Ort zum Gerichtsamt Leipzig I und ab 1875 zur Amtshauptmannschaft Leipzig.
Die Ratsversammlung der Stadt Leipzig beschloss 1892 den Kauf von Gelände auf Stünzer Flur, um darauf einen Park anzulegen. Auf dem elf Hektar großen Areal entstand in den Folgejahren nach Plänen des städtischen Gartendirektors Otto Wittenberg der Volkshain Stünz, der am 16. September 1898 eingeweiht wurde und heute als Stünzer Park bekannt ist. 

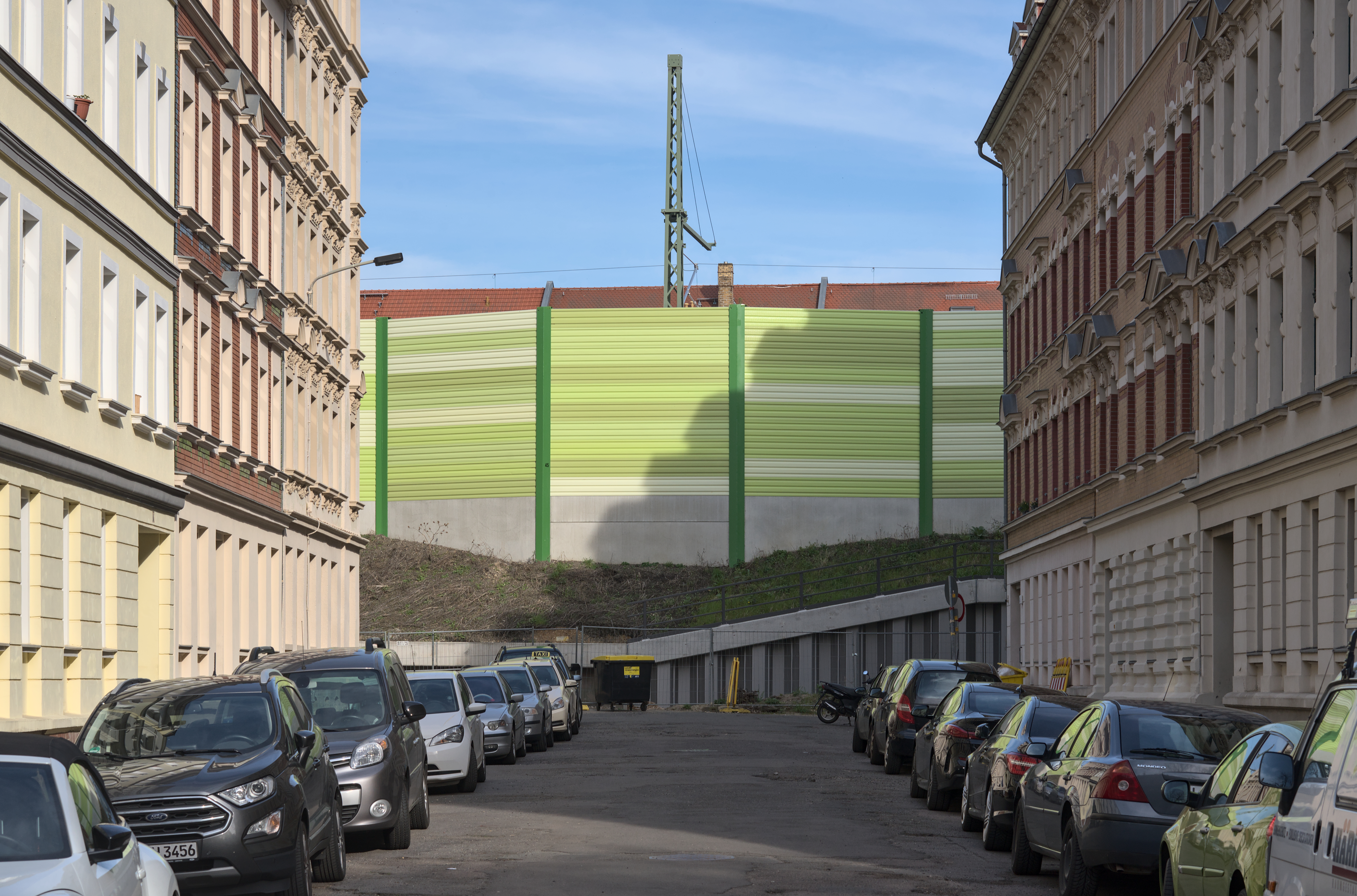
Bruhnsstraße mit Bahntrasse und Lärmschutzwand

Mehrere Bahnstrecken durchlaufen den Stadtteil. Im Norden wurden 1837 bzw. 1887 die hier in westöstlicher Richtung verlaufenden Bahnstrecken Leipzig–Dresden sowie Leipzig–Geithain errichtet. 1906 folgte die in nordsüdlicher Richtung trassierte Bahnstrecke Leipzig-Wahren–Leipzig-Engelsdorf. Letztere ist eine Dominante im Stadtteil, denn sie verläuft auf einem hohen Damm und einigen Eisenbahnüberführungen. Im Zuge einer umfangreichen Sanierung bis 2024 wurden neben Ersatzneubauten der Brücken auch große Schallschutzwände errichtet, welche die Sichtbarkeit des Bauwerks im Stadtteil erhöhten und die Lärmbelastung senkten.
Am 1. Januar 1910 wurde Stünz mit seinen etwa 3200 Einwohnern nach Leipzig eingemeindet. Seit der kommunalen Gebietsgliederung von 1992 gehört Stünz größtenteils zum Ortsteil Sellerhausen-Stünz im Stadtbezirk Ost. Der südlich der Rietzschke gelegene Teil der Gemarkung Stünz (mit dem Volkshain Stünz) wurde jedoch dem Ortsteil Anger-Crottendorf angegliedert, der nordöstlichste Teil (jenseits der Theodor-Heuss-Straße und der Bahnstrecke Leipzig–Geithain) wurde dem Ortsteil Paunsdorf zugeordnet.

## Bevölkerung
Angaben sind nur für den gesamten Ortsteil Sellerhausen-Stünz verfügbar. 
| Jahr | Einwohner |
| ---- | --------- |
| 2000 | 7.675     |
| 2005 | 7.765     |
| 2010 | 7.565     |
| 2015 | 8.700     |
| 2020 | 9.385     |
| 2024 | 9.723     |

Stand: 31.12. des jeweiligen Jahres

## Politik
Bei den Wahlen zum Sächsischen Landtag gehört Stünz zum Wahlkreis Leipzig 2, bei Bundestagswahlen zum Bundestagswahlkreis Leipzig I (Wahlkreis 152).
Die Bundestagswahl 2021 führte bei einer Wahlbeteiligung von 69,4 % zu folgendem Zweitstimmenergebnis:
| Partei                | Sellerhausen-Stünz | Stadt Leipzig |
| --------------------- | ------------------ | ------------- |
| SPD                   | 22,8 %             | 20,9 %        |
| AfD                   | 17,7 %             | 13,3 %        |
| CDU                   | 15,1 %             | 14,0 %        |
| Die Linke             | 12,0 %             | 13,7 %        |
| Bündnis 90/Die Grünen | 11,6 %             | 18,5 %        |
| FDP                   | 09,5 %             | 10,1 %        |
| Sonstige              | 11,4 %             | 09,5 %        |

## Sehenswürdigkeiten

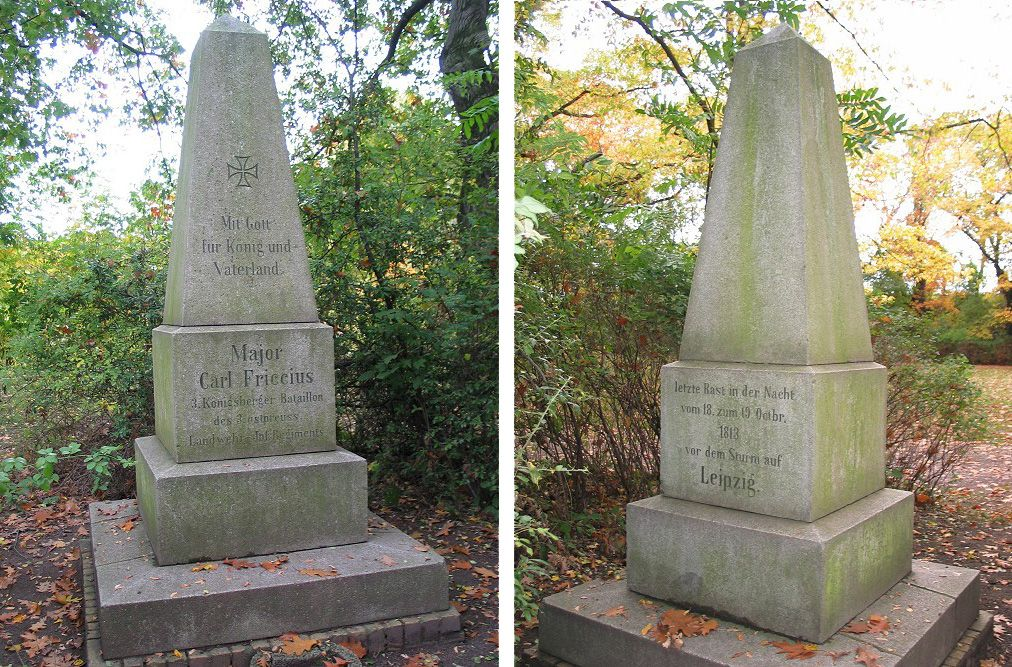
Apelstein Nr. 43 am Stünzer Teich